# 矛吻海龙
矛吻海龙（学名：Doryrhamphus melanopleura）为海龙科矛吻海龙属的鱼类。分布于非洲东岸、东到太平洋中南部、南到澳大利亚北部、北到琉球群岛冲绳岛以及西沙、台湾琉球屿等，属于岩礁鱼类。